# شعر فارسی دهه هفتاد
شعری که از آن به عنوان شعر دههٔ هفتاد نام برده می‌شود، شامل چند طیف از آثار شاعرانی است که نه لزوماً از اواخر دههٔ ۶۰ یا اوایل دههٔ هفتاد نوشتند و انتشار اشعارشان را آغاز کردند، بلکه نمود پختگی کارشان در این دهه مطرح شده‌است.
دههٔ هفتاد با تلاش شاعران جوان از سویی مطرح و از سویی دچار هرج و مرج شد، شاعران دهه‌های ۴۰، ۵۰ و ۶۰ با گذار از مرحلهٔ انقلاب و جنگ ناگزیر به فراواقع‌گرایی (سوررئالیسم) با به‌کارگیری خرق عادت و حس آمیزی پناه بردند، این شاعران رفته رفته آرایه‌های ویژه‌ای با شعرشان رصد کردند که شعرهای «چندصدایی»، با تم گریز از مرکز و اسکیزوفرنیکال و «شعر نگاره ای» (موسوم به «شعرتوگراف»، «وسط چین»، «مربع»، احیای معما و چیستان‌های منظوم قدیمی در شکل شعری نو با عنوان «لغز»، احیای گونهٔ جدید شعر «کانکریت» با عنوان «خواندیدنی»)، شعر «گفتار»، «شعرحرکت»، فراشعر و همچنین «کاریکلماتورهای اپیزودی» با عنوان «شعرهای چندصدایی»، «شعر- نثر»، «شعر اشیاء» و شعرهایی که از حس آمیزی و خرق عادت و استعاره با مضمون اصلی طنز با عنوان «فرانو» و شعر به مثابهٔ زبان با عنوان «وستایی» در پی چنین وضعیتی شکل گرفتند، این جریان‌های شعری متعاقب تغییرات بنیادین در حوزهٔ مسائل سیاسی و اجتماعی و تغییر در مناسبات اطلاع‌رسانی جهان با ظهور ابررایانه‌ها، نیز مهندسی ژنتیک، تسخیر کرات، پایان یافتن دنیای دوقطبی، و شکست اردوگاه کمونیسم و جای‌گزینی خرده تفکّرات ملل و به نوعی ورود پرچالش علوم نظری همچون فلسفه و زیبایی‌شناسی سایر هنرها و مبتلا به آن اینترنت، راه افتادن سایت‌ها و وبلاگ نویسی خبری و ادبی و هنری، ماهواره، بلوتوث‌های تلفن‌های همراه و مخلص کلام دگردیسی اساسی در وظایف رسانه‌ای در اواخر دههٔ شصت و تکثرگرایی مطرح در اندیشه‌های فلسفی بدان انگیزه می‌دهد.
شعر مضمون گرای دهه‌های چهل و پنجاه در دههٔ هفتاد به نوعی تعدیل می‌شود و زبان و بازی‌های زبانی در این شعرها نقش پررنگ‌تری به خود می‌گیرد. به‌طور کلی در بخشی از این نوع شعری کلان نگری در ابعاد معرفتی و فلسفی جای خود را به تفرّد، جزئیات، پرهیز از ادبیّت و توجّه به مناسبات زبان کوچه و بازار می‌بخشد و فضای شعر به خواننده اجازه می‌دهد که به تأویل و تفسیرهایی شخصی دست پیدا کند.
صور خیال و به ویژه در برخی استعاره از شعرهای شاعران این جریان حذف و به جای آن عناصر عینی پیرامون شاعر به عنوان دال و نه مدلول در اختیار خواننده قرار می‌گیرد تا ناگفته‌های دیگر شاعر در ذهن او ساخته شود. تنوع در شعر دههٔ هفتاد یکی از نکات مهم و ساختاری آن است که شائبهٔ سبک بودگی و «جریان‌سازی» در آن را از بین می‌برد، به عبارت دیگر شاعران این جریان بیش از آن‌که در هدف اشتراک داشته باشند، در گریز از مبدأ دیدگاه‌های مشترک داشته‌اند و در همین حال بیشترین انتقادات را خود از خود کرده‌اند.

## شاعران مطرح این دوره
تعدادی از بنیان‌گذاران شعر دههٔ هفتاد به دلیل میانسالی‌شان غالباً از هیاهو دوری جستند. در زیر به ترتیب حروف الفبا به نام تعدادی از شاعران اشاره می‌شود. تقدم یا تأخر نام‌ها نیز، نشان‌دهنده تقدم زمانی پدیدآوردن آثارشان است.
تعدادی از شاعران دههٔ هفتاد که از نیمه دوم دههٔ شصت (و حتی پیش از آن) شعرشان به پختگی رسید ولی در دههٔ هفتاد بیشتر مطرح شدند:
احمدرضا احمدی، علی باباچاهی، رضا براهنی، علی‌رضا پنجه‌ای، یدالله رؤیایی، فرشته ساری، سید علی صالحی، هرمز علی‌پور، کسرا عنقایی، منصور کوشان، محمدباقر کلاهی اهری، شمس لنگرودی، نازنین نظام شهیدی و نصرت الله مسعودی.
تعدادی از رهروان شعر دههٔ هفتاد که طی این دهه آهسته آهسته بدان پیوستند:
رضا چایچی، افشین دشتی، شهرام شیدایی، مهرداد قاسمفر، هیوا مسیح، بهزاد خواجات، رسول یونان، علی‌رضا ایمانی‌فر.
در دههٔ هفتاد تعدادی دیگر از شاعران تأثیرگذار نیز پا به این عرصه گذاشتند که در آثارشان ارزش‌های گوناگونی دیده می‌شود. برخی از آنان قائل به مفهوم‌گرایی و همین‌طور چندمعنایی در شعر بودند و برخی دیگر بازی‌های زبانی و تقدم شکل (فرم) بر محتوا را سرلوحه کارهای خود قرار دادند
شعر دههٔ هفتاد را نمی‌توان فقط در شعر موسوم به آزاد محدود دانست و جنبش غزل نوین با پیشوایی(سیمین بهبهانی) را نادیده گرفت، از غزل دهه هفتاد چهار جریان عمده منشعب شد: غزل فرم، غزل روایی، غزل مینی مال و غزل پست مدرن.
شعر دههٔ هفتاد با کمک همه این شاعران شکل گرفته و تنوع شعری این دهه (با تمام قوت‌ها و ضعف‌هایش) وجه مشخص آن است. این شاعران نیز به نوبه خود تعدادی از خوانندگان شعر را به خود جلب کردند و به این ترتیب موفق شدند بار دیگر شعر دهه هفتاد را تشکیل دهند که مهم‌ترین‌شان عبارتند از:
علیرضا آدینه، ندا اِبکاری، پگاه احمدی، مسعود احمدی، مسعود امینی (م. روانشید)، شیوا ارسطویی، امیرحسین تیکنی، سعید آرمات، آرش آذرپیک، شمس آقاجانی، محمد آزرم، علی آموخته‌نژاد، قاسم آهنین‌جان، جمشید برزگر، ابوالفضل پاشا، بنفشه حجازی، خاطره حجازی، نسرین جافری، شاپور جورکش، آرش جودکی، امید حلالی، رزا جمالی، علیرضا حسنی، تقی خاوری، مهین خدیوی، بهزاد خواجات،گیتی خوشدل، بیژن روحانی، بهزاد زرین‌پور، یزدان سلحشور، فرامرز سه‌دهی، اعظم شاهبداغی، آفاق شوهانی، فریاد شیری، عمید صادقی نسب، فریبا صدیقیم، ایرج ضیایی، حسین عابدی، علی عبدالرضایی، علی عبداللهی، کیانوش فرید، مهرداد فلاح، مهرنوش قربانعلی، آزیتا قهرمان، سایر محمدی، شهاب مقربین، فیروزه میزانی، گراناز موسوی، سیدمهدی موسوی، علیشاه مولوی، کوروش همه‌خانی و مریم هوله؛ که البته حتی این تعداد نیز تمامی شاعران جدی دههٔ هفتاد را در بر نمی‌گیرد [نیازمند تکمیل].
در دههٔ هفتاد بسیاری از شاعران مطرح دهه‌های پیشین نیز بر گنجینه آثارشان طبق روالی که از پیش داشتند افزودند و کتاب‌های متعددی منتشر کردند. شاعرانی که می‌توان در این زمینه به آن‌ها اشاره کرد عبارتند از:
مفتون امینی، منوچهر آتشی، شاپور بنیاد، بیژن جلالی، محمدعلی سپانلو، احمد شاملو، جواد مجابی، محمود مشرف آزاد تهرانی (م. آزاد).
برخی شاعران نیز هرچند در این دهه کتاب شعری منتشر نکردند ولی شعرهای از آنان در نشریات منتشر شد که می‌توان از میان آنان به هوشیار انصاری‌فر، آرش آذرپیک  ،هومن عزیزی، عباس حبیبی بدرآبادی، شهرام رفیع‌زاده، منصور مؤمنی و بیژن نجدی اشاره کرد. با این توضیح که شاعران مطرح دهه هفتاد منحصر به این نام‌ها نمی‌شوند. [نیازمند تکمیل].